# Chrysosoma ferriferum
Chrysosoma ferriferum är en tvåvingeart som beskrevs av Lamb 1929. Chrysosoma ferriferum ingår i släktet Chrysosoma och familjen styltflugor. Inga underarter finns listade i Catalogue of Life.